# Distretto di Chai Wan
Il distretto di Chai Wan (in thailandese: ไชยวาน) è un distretto (amphoe) della Thailandia, situato nella provincia di Udon Thani.